# Hymenelia cyanocarpa
Hymenelia cyanocarpa är en lavart som först beskrevs av Martino Anzi, och fick sitt nu gällande namn av Lutzoni. Hymenelia cyanocarpa ingår i släktet Hymenelia, och familjen Hymeneliaceae. Arten är reproducerande i Sverige.